# 冕鵰
冕鵰（學名：Morphnus guianensis）是冕鵰屬（學名：Morphnus）的唯一成員，种加词 guianensis 意为“圭亚那的”。分布於新熱帶界，包含瓜地馬拉、貝里斯、宏都拉斯、尼加拉瓜、哥斯大黎加、巴拿馬、哥倫比亞、委內瑞拉、蓋亞那、蘇利南、法屬圭亞那、巴西、東厄瓜多爾、祕魯、巴拉圭、玻利維亞和北阿根廷等地。

## 外部連結
- 各種鳥類（页面存档备份，存于）